# Quatretondeta
Quatretondeta község Spanyolországban, Alicante tartományban. Lakosainak száma 134 fő (2024). Quatretondeta Balones, Benasau, Benimassot, Confrides, Facheca, Gorga és Barxeta községekkel határos.

## Népesség
A település lakosságának változását az alábbi diagram mutatja:
| Lakosok száma | 175  | 150  | 145  | 129  | 114  | 115  | 113  | 122  | 117  | 134  |
|               | 2001 | 2004 | 2006 | 2009 | 2011 | 2014 | 2016 | 2019 | 2021 | 2024 |